# Diaphus mascarensis
Diaphus mascarensis és una espècie de peix de la família dels mictòfids i de l'ordre dels mictofiformes.

## Morfologia
- Els mascles poden assolir 14,4 cm de longitud total.[3][4]

## Hàbitat
És un peix marí i d'aigües profundes que viu entre 237-800 m de fondària.

## Distribució geogràfica
Es troba a l'oest de l'Índic.